# Thelymitra cucullata
Thelymitra cucullata är en orkidéart som beskrevs av Herman Montague Rucker Rupp. Thelymitra cucullata ingår i släktet Thelymitra och familjen orkidéer. Inga underarter finns listade i Catalogue of Life.